# Комуністична партія В'єтнаму
Комуністична партія В'єтнаму (в'єт. Đảng Cộng sản Việt Nam) — урядова та єдина легальна партія В'єтнаму, що базується на комуністичній марксистсько-ленінській ідеології, її підтримує Вітчизняний фронт В'єтнаму, до складу якого вона входить. У в'єтнамському суспільстві також знана як «в'єт. Đảng» (Партія) або «в'єт. Đảng ta» (наша Партія).